# Șimian (okręg Bihor)
Șimian (węg. Érsemlyén) – wieś w Rumunii, w okręgu Bihor, w gminie Șimian. W 2011 roku liczyła 2480 mieszkańców.